# David R. Cox
Sir David Roxbee Cox FRS FBA (Birmingham, 15 de juliol de 1924 – 19 de gener de 2022) va ser un estadístic anglès. Entre altres nombrosos càrrecs va tenir càtedres a  Birkbeck College (1961-1965) i Imperial College (1966-1988) i va ser president de l'International Statistical Institute (1995-1997).

## Biografia
Cox va estudiar Matemàtiques a St. John College, Cambridge i es va doctorar, l'any 1949, a la Universitat de Leeds. Els seus directors de tesi van ser Henry Daniels I Bernard Welch.
De 1944 fins a 1946 va treballar al Royal Aircraft Establishment, el 1946 s'incorpora a la Wool Industries Research Association de Leeds fins a 1950 quan va treballar al Laboratori d'Estadística a la Universitat de Cambridge. De 1956 a 1966 va ser lector i després professor d'Estadística al Birkbeck College de Londres. El 1966 va assumir la càtedra d'Estadística d'Imperial College de Londres, on més tard va esdevenir cap del departament de Matemàtiques. El 1988 esdevé membre del Departament d'Estadística de la Universitat d'Oxford. Formalment es va retirar el 1994.
Cox va rebre nombrosos doctorats honoris causa. Va ser guardonat amb la Medalla Guy d'argent (1961) i or (1973) de la Royal Statistical Society. Va ser escollit membre de la Royal Society de Londres el 1973, nomenat cavaller (Sir) per la reina Isabel II el 1985 i membre honorari de l'Acadèmia Britànica el 2000, també era membre associat estranger de l'US National Academy of Sciences així com de la Royal Danish Academy of Sciences and Letters. El 1990 va guanyar el Premi Kettering i la medalla d'or per a la investigació del càncer per "el desenvolupament del model de regressió proporcional de riscos." El 2010 va ser guardonat amb la Medalla Copley de la Royal Society.
Va dirigir, col·laborar i encoratjar molts joves investigadors ara destacats estadístics. Va exercir com a President de la Bernoulli Society, de la Royal Statistical Society i l'International Statistical Society. Era membre honorari del Nuffield College i de St John's College, Cambridge, i membre del Departament d'Estadística de la Universitat d'Oxford.
Va fer importants contribucions a nombroses àrees de l'estadística i la probabilitat, entre les que potser la més coneguda és el model de riscos proporcionals, que és àmpliament utilitzat en l'anàlisi de dades de supervivència. Un exemple és el temps de supervivència en la investigació mèdica que pot estar relacionat amb la informació sobre els pacients, com ara l'edat, la dieta o l'exposició a certes substàncies químiques. 